# Sofía Garza
Sofía Garza (Monterrey, Nuevo León; 18 de septiembre de 1987) es una actriz y cantante mexicana que inicialmente empezó su carrera en al ámbito musical.

## Carrera
Sofía comienza su carrera como cantante en 2006 en un concurso de talentos musicales llamado Latin American Idol, que se realizó en la ciudad de Buenos Aires, Argentina ese mismo año, pero quedo fuera de la competencia de entre otros 30 participantes. Después formó parte de un grupo musical llamado Alegría Mexicana junto con otros jóvenes de su edad y el cual viajaron a Europa para presentarse con éxito. 
Tiempo después siguió concursando en varios eventos musicales tanto a nivel local como nacional de parte de la escuela preparatoria en la que forjaba sus estudios, los cuales ganó en varias ocasiones y que le valió varios reconocimientos y premios, así como también incursionó en el ámbito del teatro en varias comedias musicales que realizó.
Su primera aparición debut en televisión fue en 2010 en la serie Morir en martes dando vida a Roberta, y le siguió en 2012 con la serie de Hoy soy nadie como Angélica al lado de Emmanuel Orenday como el protagonista.
En 2014 participa en el programa de TV Azteca Soy tu doble, y en 2015 tuvo una participación en la serie de televisión estadounidense Sense8, al lado de los actores Miguel Ángel Silvestre y Alfonso Herrera participando durante las dos temporadas.
Se da a conocer en 2017 por la serie biográfica de televisión Paquita la del barrio, la cual se transmitió por Imagen Televisión interpretando a Viola la hermana de la protagonista interpretada por Andrea Ortega.
En 2019 hace su primer papel protagónico en la telenovela de Televisa, Cita a ciegas dande interpretó a Lucía González, compartiendo créditos con los actores Gonzalo Peña, Adrián Di Monte, Victoria Ruffo, entre otros más.

## Trayectoria

### Televisión
| Año       | Proyecto                 | Personaje                 |
| --------- | ------------------------ | ------------------------- |
| 2022      | El rey Vicente Fernández | Lorena Cruz               |
| 2021-2022 | Parientes a la fuerza    | Yuliana Hernández         |
| 2019      | Cita a ciegas            | Lucía González Fuentes    |
| 2018      | Atrapada                 | Noemí                     |
| 2017      | Paquita la del barrio    | Viola                     |
| 2015-2016 | Sense8                   | Hija de Don Carlos        |
| 2014      | Soy tu doble             | Ella misma de concursante |
| 2014      | Cuenta pendiente         | /                         |
| 2012      | Hoy soy nadie            | Angélica                  |
| 2010      | Morir en martes          | Roberta                   |

### Cine
| Año  | Proyecto | Personaje         |
| ---- | -------- | ----------------- |
| 2015 | Verónica | Madre de Verónica |

## Premios y nominaciones

### TV Adicto Golden Awards 2019
| Categoría                          | Nominados   | Resultado |
| ---------------------------------- | ----------- | --------- |
| Mejor lanzamiento estelar femenino | Sofía Garza | Ganadora  |

### Premios TVyNovelas 2020
| Categoría                  | Nominados   | Resultados |
| -------------------------- | ----------- | ---------- |
| Mejor actriz de telenovela | Sofía Garza | Nominada   |